# Áksegielas
Áksegielas är ett berg i Finland. Det ligger i Enontekis i landskapet Lappland, i den norra delen av landet, 900 km norr om huvudstaden Helsingfors. Toppen på Áksegielas är 531 meter över havet.
Terrängen runt Áksegielas är platt åt nordost, men åt sydväst är den kuperad.  Trakten runt Áksegielas är nära nog obefolkad, med mindre än två invånare per kvadratkilometer. Det finns inga samhällen i närheten. Omgivningarna runt Áksegielas är i huvudsak ett öppet busklandskap.